# Понте а Кавало I (Фрозиноне)
Понте а Кавало I је насеље у Италији у округу Фрозиноне, региону Лацио.
Према процени из 2011. у насељу је живело 37 становника. Насеље се налази на надморској висини од 77 м.